# Giuseppe Placido Nicolini

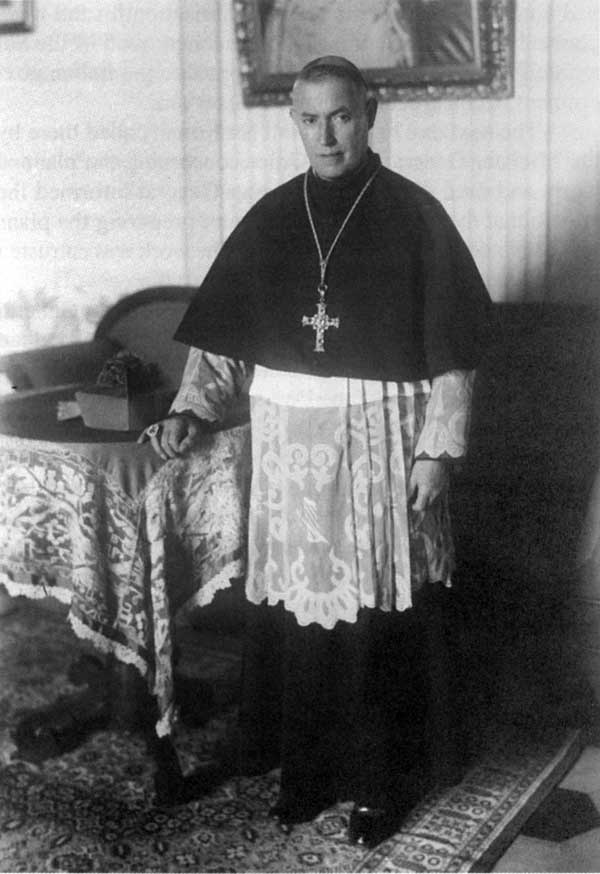
Giuseppe Nicolini OSB als Bischof von Assisi

Giuseppe Placido Maria Nicolini OSB (* 6. Januar 1877 in Villazzano bei Trient; † 25. November 1973 ebenda) war Benediktiner sowie Bischof und Abt der Römisch-katholischen Kirche.

## Leben
Am 25. März 1893 legte Nicolini seine Profess in einem Benediktinerkloster in Genua ab und empfing am 9. Juli 1899 die Priesterweihe. Nach seinem Theologiestudium lehrte er am Päpstlichen Athenaeum Sant’Anselmo in Rom und wurde Abt der Abtei Praglia. Am 18. August 1919 wurde Nicolini von Papst Benedikt XV. zum Abtordinarius der Gefreiten Abtei Cava de’ Tirreni ernannt.
Am 22. Juni 1928 ernannte ihn Papst Pius XI. zum Bischof von Assisi. Die Bischofsweihe spendete ihm der Erzbischof von Neapel, Alessio Kardinal Ascalesi CPPS, am 2. September 1928; Mitkonsekratoren waren der Abtbischof von Montecassino, Gregorio Diamare OSB, und der Erzbischof von Acerenza-Matera, Anselmo Filippo Pecci OSB.
Er nahm als Konzilsvater an allen vier Sitzungsperioden des Zweiten Vatikanischen Konzils teil und blieb bis zu seinem Tod 1973 im Amt. Er ist in der Kathedrale von Assisi begraben.

## Holocaust
Im Zweiten Weltkrieg etablierte Nicolini das Assisi Network, eine geheime Organisation katholischer Kleriker, welche Juden Schutz vor dem Holocaust während der Besetzung Italiens durch die Nationalsozialisten bot. Zusammen mit dem Franziskaner Rufino Niccacci konnte er mehrere hundert Juden in Kirchen, Klöstern und anderen kirchlichen Gebäuden vor dem Holocaust verstecken. Obwohl diese kirchlichen Räume normalerweise Außenstehenden verschlossen sind, brachte Nicolini die verfolgten Juden dort unter und gewährte ihnen auch religiöse Freiheiten. So konnten sie 1943 Jom Kippur zusammen mit den dort anwesenden Nonnen feiern.
Pfarrer Aldo Brunacci wurde von Nicolini mit einer Rettungsaktion beauftragt, um den Juden Zuflucht zu bieten. Zudem wurde er damit betraut, gefälschte Reisedokumente vorzubereiten, um die Ausreise der Juden aus Italien zu ermöglichen.
Im Jahr 1977 wurde Nicolini zum Gerechten unter den Völkern erklärt.